# Ultra-Trail World Tour 2019
Navigation
2018 2020
L'Ultra-Trail World Tour 2019 est la sixième édition de l'Ultra-Trail World Tour, compétition internationale d'ultra-trail fondée en 2013 et qui regroupe désormais vingt courses en un circuit mondial. Il se déroule du 19 janvier au 1er décembre 2019, la première épreuve étant Hong Kong 100, disputé à Hong Kong, et la dernière, l'Ultra-Trail Cape Town, disputé au Cap en Afrique du Sud.
Initialement agendé au calendrier, le marathon des Sables a été retiré sans information.

## Programme
| Nom de la course                | Pays                   | Dates            | Gagnant               | Gagnante             |
| ------------------------------- | ---------------------- | ---------------- | --------------------- | -------------------- |
| Hong Kong 100                   | Hong Kong              | 19 janvier 2019  | Jiasheng Shen         | Yangchun Lu          |
| Tarawera Ultramarathon          | Nouvelle-Zélande       | 9 février 2019   | Reece Edwards         | Courtney Dauwalter   |
| Transgrancanaria                | Espagne                | 22 février 2019  | Pau Capell            | Magdalena Łączak     |
| Patagonia Run                   | Argentine              | 12 avril 2019    | Pau Capell            | Caroline Sebert      |
| 100 Miles of Istria             | Croatie                | 12 avril 2019    | Kazufumi Ose          | Katja Kegl Vencelj   |
| Penyagolosa Trails              | Espagne                | 13 avril 2019    | Ernest Ausiró         | Gemma Arenas Alcázar |
| Ultra-Trail Mt.Fuji             | Japon                  | 26 avril 2019    | Xavier Thévenard      | Fuzhao Xiang         |
| Madeira Island Ultra Trail      | Portugal               | 27 avril 2019    | François D'Haene      | Courtney Dauwalter   |
| 100 Australia                   | Australie              | 18 mai 2019      | Marcin Świerc         | Amy Lamprecht        |
| Mozart 100                      | Autriche               | 15 juin 2019     | Pau Capell            | Sally McRae          |
| Lavaredo Ultra Trail            | Italie                 | 28 juin 2019     | Tim Tollefson         | Kathrin Götz         |
| Western States Endurance Run    | États-Unis             | 29 juin 2019     | Jim Walmsley          | Clare Gallagher      |
| Eiger Ultra Trail               | Suisse                 | 20 juillet 2019  | Jean-Philippe Tschumi | Kathrin Götz         |
| TDS                             | Italie, France         | 28 août 2019     | Pablo Villa           | Audrey Tanguy        |
| CCC                             | Italie, Suisse, France | 30 août 2019     | Luis Alberto Hernando | Ragna Debats         |
| Ultra-Trail du Mont-Blanc       | France, Italie, Suisse | 30 août 2019     | Pau Capell            | Courtney Dauwalter   |
| Ultra-Trail Harricana du Canada | Canada                 | 7 septembre 2019 | Guillaume Barry       | Emily Hawgood        |
| Cappadocia Ultra Trail          | Turquie                | 19 octobre 2019  | Yannick Noël          | Lou Clifton          |
| Javelina Jundred                | États-Unis             | 26 octobre 2019  | Patrick Reagan        | Kaci Lickteig        |
| Ultra-Trail Cape Town           | Afrique du Sud         | 30 novembre 2019 | Cody Reed             | Beth Pascall         |

## Classements finaux

### Hommes
- Series Bonus (1 300 points au vainqueur)
- Series (1 000 points au vainqueur)
- Pro (700 points au vainqueur)
- Challenger (400 points au vainqueur)

| Course                          | Vainqueur             | Deuxième           | Troisième           | Leader du classement général |
| ------------------------------- | --------------------- | ------------------ | ------------------- | ---------------------------- |
| Hong Kong 100                   | Jiasheng Shen         | Jing Liang         | Zhenlong Zhang      | Jiasheng Shen                |
| Tarawera Ultramarathon          | Reece Edwards         | Cody Reed          | Harry Jones         | Jiasheng Shen                |
| Transgrancanaria                | Pau Capell            | Pablo Villa        | Cristofer Clemente  | Pau Capell                   |
| Patagonia Run                   | Pau Capell            | Sergio Pereyra     | Krystian Ogly       | Pau Capell                   |
| 100 Miles of Istria             | Kazufumi Ose          | Grégoire Curmer    | Luca Manfredi-Negri | Pau Capell                   |
| Penyagolosa Trails              | Ernest Ausiro         | Cristofer Clemente | Ramon Recatala      | Pau Capell                   |
| Ultra-Trail Mt.Fuji             | Xavier Thévenard      | Jing Liang         | Loren Newman        | Pau Capell                   |
| Madeira Island Ultra Trail      | François D'Haene      | Diego Pazos        | Tim Tollefson       | Pau Capell                   |
| 100 Australia                   | Marcin Świerc         | Jono O'Loughlin    | Morgan Lindqvist    | Pau Capell                   |
| Mozart 100                      | Pau Capell            | Andris Ronimoiss   | Gerald Fister       | Pau Capell                   |
| Lavaredo Ultra Trail            | Tim Tollefson         | Jiasheng Shen      | Sam McCutcheon      | Jiasheng Shen                |
| Western States Endurance Run    | Jim Walmsley          | Jared Hazen        | Thomas Evans        | Jiasheng Shen                |
| Eiger Ultra Trail               | Jean-Philippe Tschumi | Andris Ronimoiss   | Walter Manser       | Jiasheng Shen                |
| TDS                             | Pablo Villa           | Dmitry Mityaev     | Ludovic Pommeret    | Jiasheng Shen                |
| CCC                             | Luis Alberto Hernando | Thibaut Garrivier  | Jiří Čípa           | Jiasheng Shen                |
| Ultra-Trail du Mont-Blanc       | Pau Capell            | Xavier Thévenard   | Scott Hawker        | Pau Capell                   |
| Ultra-Trail Harricana du Canada | Guillaume Barry       | Aurélien Collet    | Johan Trimaille     | Pau Capell                   |
| Cappadocia Ultra Trail          | Yannick Noël          | Stijn Van Lokeren  | Juan José Larrotcha | Pau Capell                   |
| Javelina Jundred                | Patrick Reagan        | Tyler Green        | Ryan Shephard       | Pau Capell                   |
| Ultra-Trail Cape Town           | Cody Reed             | François D'Haene   | Nicolas Martin      | Pau Capell                   |

### Femmes
- Series Bonus (1 300 points au vainqueur)
- Series (1 000 points au vainqueur)
- Pro (700 points au vainqueur)
- Challenger (400 points au vainqueur)

| Course                          | Vainqueure           | Deuxième                  | Troisième         | Leader du classement général |
| ------------------------------- | -------------------- | ------------------------- | ----------------- | ---------------------------- |
| Hong Kong 100                   | Yangchun Lu          | Fuzhao Xiang              | Guangmei Yang     | Yangchun Lu                  |
| Tarawera Ultramarathon          | Courtney Dauwalter   | Stephanie Auston          | Angélique Plaire  | Yangchun Lu                  |
| Transgrancanaria                | Magdalena Łączak     | Kaytlyn Gerbin            | Fernanda Maciel   | Magdalena Łączak             |
| Patagonia Run                   | Caroline Sebert      | Tania Diaz-Estevez        | Veronica Ramirez  | Magdalena Łączak             |
| 100 Miles of Istria             | Katja Kegl Vencelj   | Federica Boifava          | Dariia Bodnar     | Magdalena Łączak             |
| Penyagolosa Trails              | Gemma Arenas Alcázar | Tessa Chesser             | Angels Centelles  | Claudia Tremps               |
| Ultra-Trail Mt.Fuji             | Fuzhao Xiang         | Lou Clifton               | Kaori Asahara     | Fuzhao Xiang                 |
| Madeira Island Ultra Trail      | Courtney Dauwalter   | Katie Schide              | Audrey Tanguy     | Kaytlyn Gerbin               |
| 100 Australia                   | Amy Lamprecht        | Angélique Plaire          | Emma Roca         | Kaytlyn Gerbin               |
| Mozart 100                      | Sally McRae          | Aysen Solak               | Colette Coumans   | Kaytlyn Gerbin               |
| Lavaredo Ultra Trail            | Kathrin Götz         | Audrey Tanguy             | Francesca Pretto  | Kaytlyn Gerbin               |
| Western States Endurance Run    | Clare Gallagher      | Brittany Peterson         | Kaci Lickteig     | Kaytlyn Gerbin               |
| Eiger Ultra Trail               | Kathrin Götz         | Ajda Radinja              | Helene Ogi        | Kaytlyn Gerbin               |
| TDS                             | Audrey Tanguy        | Hillary Allen             | Kathrin Götz      | Kaytlyn Gerbin               |
| CCC                             | Ragna Debats         | Amanda Basham             | Camille Bruyas    | Kaytlyn Gerbin               |
| Ultra-Trail du Mont-Blanc       | Courtney Dauwalter   | Kristin Berglund          | Maite Maiora      | Courtney Dauwalter           |
| Ultra-Trail Harricana du Canada | Emily Hawgood        | Annie-Claude Vaillancourt | Marie-Josée Hotte | Courtney Dauwalter           |
| Cappadocia Ultra Trail          | Lou Clifton          | Teresa Nimes              | Giulia Vinco      | Courtney Dauwalter           |
| Javelina Jundred                | Kaci Lickteig        | Camelia Mayfield          | Mallory Richard   | Courtney Dauwalter           |
| Ultra-Trail Cape Town           | Beth Pascall         | Emily Hawgood             | Dominika Stelmach | Courtney Dauwalter           |